# 康涅狄格大道
康涅狄格大道（Connecticut Avenue）是华盛顿哥伦比亚特区西北区和马里兰州蒙哥马利县的一条主要干道。它是从白宫辐射的对角线大道之一，佛罗里达大道以南路段是朗方规划中最初设计的街道之一。
康涅狄格大道开始于白宫以北的拉斐特广场。在法拉格特广场和K街以北，康涅狄格大道是下城的主要街道之一，有高档餐厅，历史建筑，旅馆和购物中心。
国家动物园坐落在康涅狄格大道。